# Valentin de Boulogne

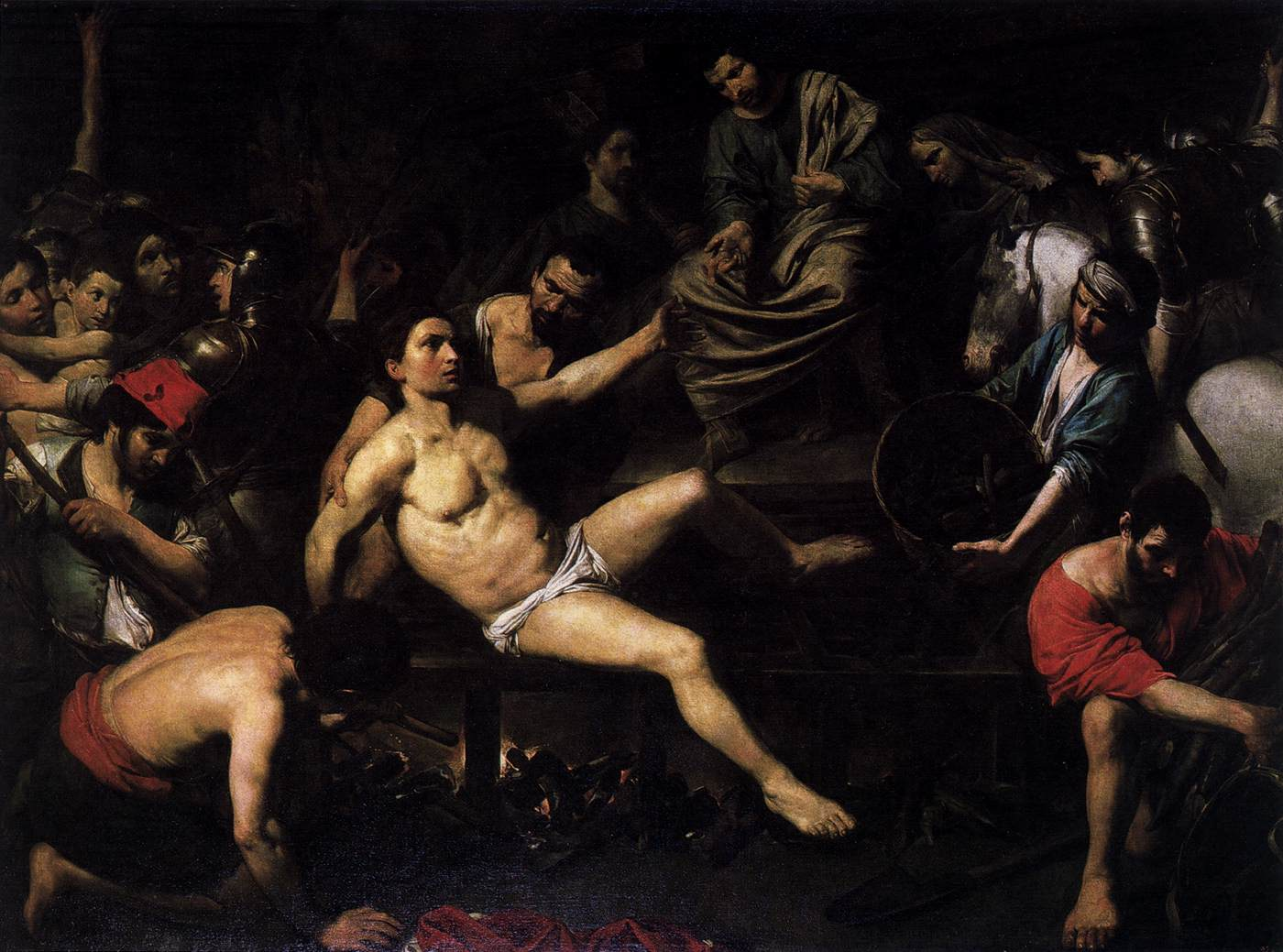
El martirio de san Lorenzo por Valentin de Boulogne, Museo del Prado, Madrid.

Valentin de Boulogne, cuyo verdadero nombre era Jean Valentin, (Coulommiers, 1591-Roma, 1632), fue un pintor francés de la época barroca, seguidor del caravaggismo. 

## Biografía
Valentin nació en Coulommiers. Se cree que marchó a Roma en 1612, aunque la primera mención específica a él en Italia es en el Stati d'anime del año 1620, cuando estaba viviendo en la parroquia de Santa Maria del Popolo. 
En Italia, recibió la influencia de Michelangelo Merisi da Caravaggio y Bartolomeo Manfredi, y estudió con Simon Vouet. Entró a formar parte de un grupo de pintores nórdicos llamado «Bentvögel», que tenía por lema: «Por Baco, el tabaco y Venus». De esta manera entró en contacto con los ambientes populares de la Ciudad Eterna, que representó en sus cuadros costumbristas. Falleció en Roma.

## Obra
Se considera a Valentin de Boulogne como el más destacado caravagista francés. Asume el claroscuro propio de Caravaggio, si bien lo coloca de manera ordenada y geométrica, con interés por los efectos táctiles y la belleza de los modelos. Los temas de sus cuadros son escenas costumbristas y también pinturas religiosas. Pueden citarse entre sus obras:
- Pelea de jugadores de cartas, Museo de Bellas Artes, Tours
- Músicos y soldados, Museo de Bellas Artes, Estrasburgo
- Juicio de Salomón, Museo del Louvre, París
- Judit y Holofernes, Museo Nacional, La Valeta
- David con la cabeza de Goliat y dos soldados, 1620-1622, Museo Thyssen-Bornemisza, Madrid
- Concierto en una piedra con bajorrelieve, h. 1622-1625
- San Juan y Jesús en la Última Cena, 1625-1626
- Moisés, h. 1627-32, Museo de Historia del Arte de Viena
- Martirio de san Lorenzo, Museo del Prado, Madrid